# Hotel California (píseň)
„Hotel California“ je titulní skladba stejnojmenného alba americké country rockové skupiny The Eagles z roku 1976, která vyšla začátkem roku 1977 také na singlu.
Song byl v březnu roku 1977 jeden týden na vrcholu žebříčku Billboard Hot 100. Kytarové sólo v této skladbě je umístěné v hodnocení časopisu Guitar World na osmé pozici mezi 100 nejlepšími sóly všech dob. Tato skladba získala v roce 1978 cenu Grammy. Časopis Rolling Stone dal tuto píseň na 49. místo seznamu 500 nejlepších skladeb všech dob
Zároveň je tato skladba v Rock and Roll Hall of Fame zařazená do seznamu 500 skladeb, které ovlivnily další směrování rock and rollu.
Hotel California patří mezi nejznámější skladby této skupiny. Jejími autory jsou Don Henley, Glenn Frey a Don Felder. Jako jedna z jejich nejpopulárnějších patří dodnes do základního repertoáru živých vystoupení a kompilačních alb. Její koncertní nahrávka vyšla i na jejich prvním živáku Eagles Live jako i v akustické verzi na edici, kterou vydali po opětovném spojení v roce 1994 na CD a videu s názvem Hell Freezes Over. Verzi z roku 1994 s úvodem zahraným na trubku spolu hraje osm kytar.
Hlavní linií skladby je vyprávění historky unaveného cestujícího, který zůstal uvězněný v hrůzostrašném hotelu, který se zpočátku zdál lákavým. Text písně je metaforou o požitkářství a sebedestrukci v hudebním průmyslu jižní Kalifornie, kde je Hollywood přirovnávaný k luxusnímu hotelu, který zpočátku vítá a nabízí splnění všech tužeb, ale výsledkem je past pro jeho návštěvníky s jejich sebedestruktivními požadavky.

## České coververze
- Pod původním názvem s textem Zdeňka Borovce ji v roce 1979 nazpíval Jiří Korn
- Pod původním názvem s textem Daniela Mičoly ji v roce 2011 nazpíval Jakub Smolík
- Pod původním názvem a s původním textem se skupinou Marien ji v roce 2016 nazpívali Zuzana Mimrová a Ivan Němec. Kytarové sólo hraje Víťa Troníček